# Münzstätte Wittenberg

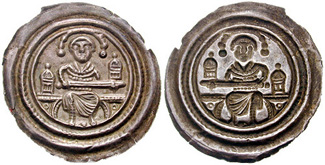
Brakteat, Bernhard von Sachsen (1170–1212). (Bonhoff 871, Thormann 199)

Aus einer herzoglich-askanischen Münzstätte Wittenberg sind ab etwa 1180 Brakteaten (Hohlpfennige) des Herzogs Bernhard (1180–1212) bekannt. Im Jahr 1423 kam das Herzogtum Sachsen-Wittenberg an die meißnischen Wettiner. Kurfürst Friedrich II., der Sanftmütige (1428–1464) genehmigte 1451 der Stadt Wittenberg die Prägung von Hellern. Zur Durchführung der Münzreform von 1465 und der raschen Umstellung der Währung auf neue Groschen (Horngroschen) errichteten die Wettiner 1466 die Münzstätte in Wittenberg neu, jedoch bereits im Januar 1467 erfolgte die Stilllegung der Münze.
Die ersten sächsischen Großsilbermünzen, die silbernen Gulden o. J. (1500), ließen die Wettiner wahrscheinlich nicht nur in der Münzstätte Annaberg/Frohnau, sondern auch in Wittenberg prägen.

## Geschichte

### Brakteatenzeit
Der askanische Graf Bernhard gelangte im Jahre 1180 in den Besitz des Gebietes um Wittenberg. Kurz darauf ließ er als Herzog von Sachsen (1180–1212) in Wittenberg Münzen schlagen. Das waren zum Beispiel Brakteaten mit dem Kopfbild des Herzogs, eingerahmt durch vier konzentrische Kreise mit der Umschrift + BERNARDVS DVX V. und solche mit einem Löwen als Münzbild und der genannten Umschrift. Der Löwe weist offenbar darauf hin, dass Bernhard die sächsische Herzogswürde und das Gebiet um Wittenberg erhalten hatte, nachdem der Herzog von Sachsen, Heinrich der Löwe (1142–1180) 1180 durch Kaiser Friedrich Barbarossa (1155–1190) geächtet worden war. Sein Nachfolger Albrecht I. (1212–1260) ließ ebenfalls in Wittenberg Brakteaten schlagen.

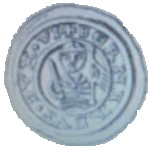
Brakteat Bernhards, Münzfund von Trebitz, Nr. 70 der Beschreibung des Münzfundes

Mit der Beschreibung des Münzfundes von Trebitz bei Wittenberg wurde der Nachweis der Münzstätte Wittenberg anhand der Brakteaten des Herzogs Bernhard erbracht:
Was nun das räthselhefte V am Ender der Umschrift unserer Nr. 1 u. 2 anlangt, das auch auf Nr. 3 entgegentritt, so könnte es entweder als Abkürzung eines Beiwortes zu Dux aufgefasst, oder als ein Hinweis auf die Münzstätte betrachtet werden. […] Das V mit dem Titel des Herzogs in Verbindung zu bringen, will gleichfalls nicht glücken. […] Wir glauben bei unserer Auslegung durch W i t t e n b e r g vor der Hand stehen bleiben zu müssen, um so mehr, als der erst nachträglich in unseren Besitz gelangte, unter Nr. 70 abgebildete Pfennig derselben in überraschender Weise zu Hülfe kommt weshalb denn diese als Beweisstück sehr wichtige Münze auch sogleich hier besprochen werden soll. […] Umschrift […] + BERNARDUS DUX VI. […] Unstreitig giebt dieses Stück in seinem VI den Schlüssel zur Lösung des V der vorhergegangenen und der nachfolgenden; gewiss aber liegt nichts näher als darin die Anfangsbuchstaben der Münzstätte Wittenberg (Vitebergae) zu erblicken; denn an den Namen eines Münzmeisters wird man doch nicht denken wollen. Zudem sind ja Namen von Münzstätten auf anderen Münzen Berhhard’s anzutreffen. Bekannt sind die Münzstätten Bernhard’s der Köthener Münzstätte mit DENARIVS COTNE […] und COTENE CIVITAS […], aber auch Münzen aus Aschersleben glauben wir dem Worte ASCHERS deutlich ausgedrückt zu finden, […]
Weitere mittelalterliche Münzen der Münzstätte sind zweiseitig geprägte Denare der Askanier.

### Groschenzeit
Nach dem Aussterben der Askanier im Mannesstamme, als im Jahr 1422 Herzog Albrecht (1419–1422) ohne lehnsfähige Erben gestorben war, übertrug der römisch-deutsche König Sigismund das Herzogtum Sachsen-Wittenberg 1423 den meißnischen Wettinern. Der Besitz des Herzogtums war mit der Kurwürde verbunden. Der Markgraf von Meißen, Friedrich IV., der Streitbare (1381–1428), nannte sich nun als Kurfürst von Sachsen Friedrich I.

#### Heller der Stadt Wittenberg
Der Nachfolger des Kurfürsten Friedrich I., Friedrich II., der Sanftmütige (1428–1464), genehmigte ab 1451 den beiden Städten Wittenberg und Altenburg die Herstellung eigene Heller. Die Hohlheller der Stadt Wittenberg sind durch das große kursächsische Wappen mit den Kurschwertern, über das ein kleines W aufgeprägt ist, leicht erkennbar. Sie wurden zu 1152 Stück aus der Prager Münzmark (250,1138 g), 4½lötig ausgebracht und tragen kein Münzmeisterzeichen.

#### Die Münzreform von 1465
Für die Durchführung der Münzreform von 1465 ließen die Wettinern in großen Mengen neue Groschen (Horngroschen) in der Landeshauptmünzstätte Freiberg und in der Münzstätte Colditz geschlagen. Sie wurden zu 20 Stück auf den rheinischen Gulden ausgebracht. Da die Umstellung der Währung rasch vorangehen sollte, beschlossen Ernst, Kurfürst von Sachsen (1464/85–1486) und Albrecht der Beherzte, Herzog von Sachsen (1464/85–1500) gemeinsam mit Wilhelm III., den Tapferen, Landgraf von Thüringen (1445–1482), im Jahr 1466 für die Dauer des Geldmangels, jedoch nicht länger als zwei Jahre „Beimünzen“ zu errichten. Daraufhin wurde in Thüringen zu Gotha gemünzt, die Münzstätte Leipzig wieder eröffnet (der Betrieb war seit 1. Juni 1465 eingestellt) und in Wittenberg eine neue Münzstätte errichtet. Als Münzmeister der neuen Münze setzten die Wettiner Peter Pfole (Pfohle) ein. Die seltenen Horngroschen mit dem Münzmeisterzeichen schräg gestelltes Blatt und nur mit der Jahreszahl (14)66 sind mit hoher Wahrscheinlichkeit Peter Pfole zuzuweisen. Sie sind in Wittenberg 1466 bis Januar 1467 geschlagen worden. Danach erfolgte bereits wieder die Stilllegung des Münzbetriebs. Die Ursache für die kurze Betriebszeit wird im aufgetretenen Silbermangel zu suchen sein.

### Talerzeit

#### Erste silberne Gulden
Im ausgehenden 15. Jahrhundert führten neue technische und wirtschaftliche Methoden des sächsischen Bergbaus zu einer ungewöhnlich hohen Silberausbeute. Das führte dazu, dass Kurfürst Friedrich III., der Weise (1486–1525) und sein Bruder Johann der Beständige (1486/1525–1532) in Einvernehmen mit Georg dem Bärtigen (1500–1539) als Stellvertreter seines Vaters Albrecht des Beherzten (1464/85–1500) die sogenannte Leipziger Münzordnung von 1500 verkündeten. Danach soll ein Groschen (Guldengroschen) für einen Gulden (rheinischer oder sächsischen Goldgulden) geschlagen und genommen werden.
Die Vorbereitung für die Einführung der Großsilberwährung begann jedoch bereits mit dem Münztag in Zeitz am 9. August 1490. Das erste Ergebnis waren die Bartgroschen.  Für den rheinischen Goldgulden wurde ein silbernes Äquivalent von 27,464 g Feinsilber festgelegt:
- 21 Bartgroschen (27,464 g Feinsilber) = 1 rheinischer Gulden (2,527 g Feingold)[9]

Die Festlegung des Wertverhältnisses 1:21 zwischen Groschen und Goldgulden wurde auch bei der Einführung der Großsilbermünzen, der silbernen Gulden (Taler) beibehalten.
Die im Jahr 1500 ohne Münzmeisterzeichen und Jahreszahl geprägten ersten sächsischen Großsilbermünzen, die Gulden (Güldengroschen, Guldengroschen), später auch als Klappmützentaler bezeichnet, wurden in der Münzstätte Annaberg und eventuell auch in Wittenberg. geprägt.

#### Notklippen

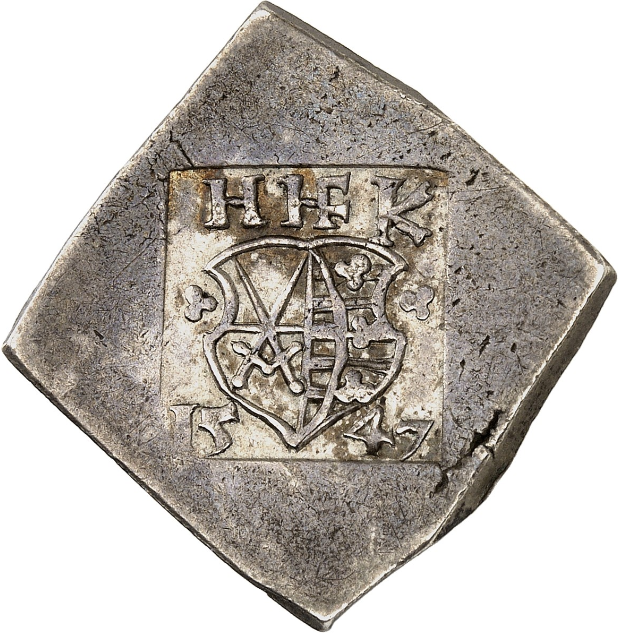
Johann Friedrich I., Feldklippe (Leipziger Belagerungsmünze von 1547) zu Taler

Weitere wittenbergische Gepräge sind Feldklippen des sächsischen Kurfürsten Johann Friedrichs I., des Großmütigen (1532–1554, 1547–1552 in Gefangenschaft, seit 1552 Herzog) im Wert eines Vierteltalers zur Bezahlung des Solds seiner Truppen während des Schmalkaldischen Krieges und während der Belagerung von Leipzig geprägt. Sie werden daher auch als Leipziger Belagerungsmünzen bezeichnet. Außerdem ist eine Klippe im Gewicht von vier Talern bekannt. Für die Notprägungen ließ der Kurfürst aus verschiedenen Kirchen des Kurkreises Silbergeräte einziehen. Diese auch als Belagerungsklippen bezeichneten Notmünzen von 1547 zeigen im Unterschied zu den Leipziger Belagerungsklippen des Herzogs Moritz von Sachsen (1541–1553, Kurfürst seit 1547) das sächsische Kurwappen und die Buchstaben H. HF. K. (Herzog Hans Friedrich Kurfürst).